# Strange Fruit
Strange Fruit (littéralement « fruit étrange ») est une chanson interprétée par la chanteuse américaine Billie Holiday pour la première fois en 1939, au Café Society de New York.

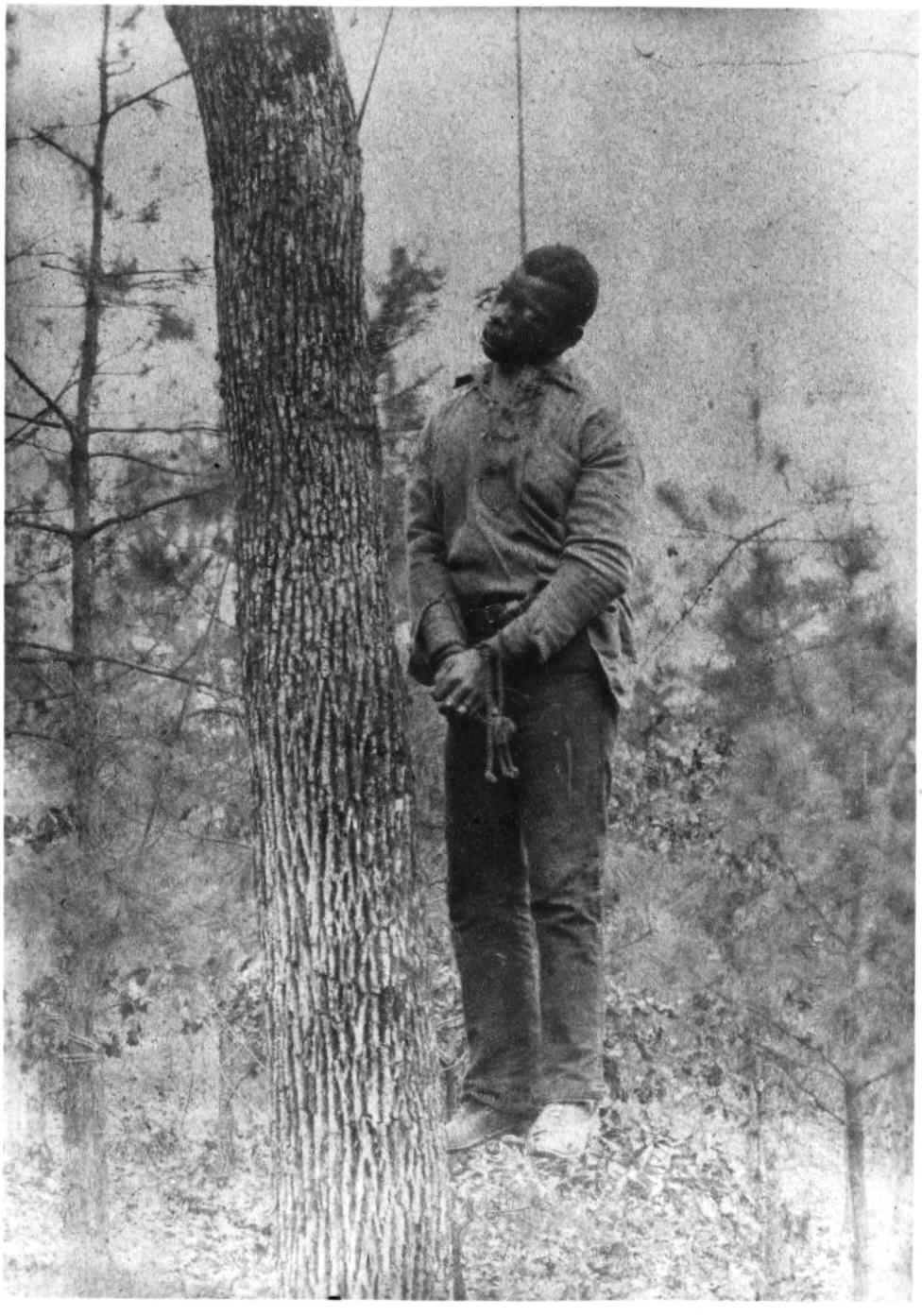
Lynchage à Pratt Mines, Alabama, 1889. Une photo comparable d'un lynchage en 1930 a servi d'inspiration au poème.

Tirée d'un poème écrit et publié en 1937 par Abel Meeropol, c'est un réquisitoire artistique contre le racisme aux États-Unis et plus particulièrement contre les lynchages que subissent les Afro-Américains, qui atteignent alors un pic dans le sud des États-Unis,.
Meeropol l'a mis en musique avec l'aide de son épouse Anne Meeropol, et la chanteuse Laura Duncan (en) l'interprète comme une chanson de protestation sur les scènes de New York à la fin des années 1930, y compris au Madison Square Garden.

Le « strange fruit » évoqué dans le morceau est le corps d'un Noir pendu à un arbre. On peut lire dans la deuxième strophe : 

« Scène pastorale du vaillant Sud : 
Les yeux exorbités et la bouche tordue, 
Un parfum de magnolia doux et frais, 
Puis l'odeur soudaine d'une chair qui brûle. »

En 2021, le magazine américain Rolling Stone classe la chanson en 21e position dans sa liste des « 500 plus grandes chansons de tous les temps ».

## Contexte
Après l’abolition de l'esclavage et pendant la phase de reconstruction après la guerre de Sécession, le racisme est encore profondément ancré aux États-Unis. La Cour suprême a accepté la ségrégation raciale selon le principe « séparés mais égaux ». Or l’égalité n’est que rarement au rendez-vous. Selon les estimations prudentes du Tuskegee Institute, 3 833 personnes ont été lynchées entre 1889 et 1940 ; 90 % de ces assassinats ont été commis dans les États du sud et quatre victimes sur cinq sont des Noirs. Souvent, comme dans le cas d’Emmett Till, le lynchage n’était même pas motivé par un acte criminel réel ou supposé. Lorsque Billie Holiday interprète pour la première fois cette chanson, trois lynchages ont déjà été perpétrés cette année-là (1939). Un sondage de l’époque révèle que six Blancs sur dix étaient favorables à cette pratique.
La chanson Strange Fruit se démarque du répertoire habituel de Billie Holiday. Chanteuse de jazz et de blues déjà célèbre aux États-Unis, elle acquiert une notoriété internationale grâce à Strange Fruit. L’image publique de Billie Holiday devient indissociable du morceau : la chanteuse, réputée pour sa capacité à séduire et à émouvoir le public, prouve ici qu’elle peut aussi le bouleverser. Billie Holiday a elle-même souhaité que le titre de son autobiographie reprenne les dernières paroles de la chanson, Bitter Crop (en français : « récolte amère »), ce qu’a refusé la maison d’édition.

## Auteur et compositeur: Abel Meeropol
Abel Meeropol était un enseignant juif d’origine russe, vivant dans le Bronx et membre du Parti communiste USA. Après avoir vu des photos du lynchage de Thomas Shipp et d'Abram Smith, il fut tellement choqué qu’il n’en dormit pas pendant quelque temps. Il écrivit alors le poème Strange Fruit qu’il publia sous le pseudonyme de Lewis Allan (Lewis et Allan sont les deux prénoms de ses enfants) dans le magazine New York Teacher et le magazine communiste New Masses. Un peu plus tard, il mit le poème en musique. Celle-ci fut interprétée pour la première fois par l’épouse d’Abel Meeropol lors d’une réunion organisée par le syndicat des enseignants de New York. Strange Fruit acquit une certaine popularité dans ce petit milieu de la gauche new-yorkaise. Abel Meeropol décida alors de proposer la chanson à Billie Holiday, et contacta pour cela Barney Josephson (en), propriétaire du Café Society où elle se produisait alors. Bien que Meeropol ait composé d’autres chansons par la suite, notamment un grand succès pour Frank Sinatra, il resta très attaché à Strange Fruit. Il fut donc d’autant plus affecté lorsqu'on prétendit que Billie Holiday avait écrit cette chanson avec son accompagnateur, le pianiste Sonny White[réf. nécessaire].

## Similitudes avec le poèmeLe Verger du roi Louis
Le texte de Strange Fruit présente de nombreuses analogies avec le poème français La Ballade des pendus, connu sous le titre Le Verger du roi Louis, écrit par Théodore de Banville et publié en 1866,. Ce poème, mis en musique et chanté en 1960 par Georges Brassens, évoque en effet les « chapelets de pendus » du « verger du roi Louis » (Louis XI) et les compare à des « grappes de fruits inouïs ». Ce poème a été traduit en anglais en 1913 et si les références communes aux deux textes ont été souvent relevées, la certitude d'une réelle inspiration de la part d'Abel Meeropol ne semble pas établie.

## Interprétation
Billie Holiday hésita tout d’abord à interpréter Strange Fruit sur scène car la chanson se démarquait de son répertoire habituel de standards et de chansons d'amour. Mais Barney Josephson la poussa à accepter la proposition de Meeropol. Daniel Mendelsohn mit au point les arrangements. Après la première interprétation par Billie Holiday du morceau au Café Society, la salle resta tout d’abord plongée dans un lourd silence puis de timides applaudissements se firent entendre, qui s’amplifièrent au fur et à mesure. Considéré jusque-là comme un chant de lutte communiste ou une complainte (souvent interprétée de façon exagérément pathétique), ce titre prit une nouvelle dimension. Un biographe de Billie Holiday fit remarquer que, dans nombre de reprises, on entendait une excellente interprétation d’un très bon morceau, mais que lorsque Billie l’entonnait, on avait l’impression d’être au pied de l’arbre. Le caractère direct et incisif de son interprétation touchait un public nettement plus large que ne l’aurait fait une approche politique ou compatissante. Strange Fruit devint la chanson phare du Café Society tout le temps que Billie Holiday y chanta, et par la suite elle resta l'une des chansons favorites de la diva. Billie Holiday prit l'habitude de chanter Strange Fruit en fin de programme. Elle demandait alors le silence et les lumières s'éteignaient, mis à part un spot braqué sur la chanteuse, qui gardait les yeux fermés pendant toute l’introduction. Puis elle articulait lentement les paroles, donnant à chaque mot le poids nécessaire, avant de conclure la chanson comme un cri, puis de baisser la tête avant qu'on ne fasse l'obscurité complète. Lorsque la lumière revenait, la scène était vide. Pour Billie Holiday, la chanson était soit une source de partage avec un public amical, soit un défi vis-à-vis d’un auditoire qui, selon elle, ne lui manifestait pas suffisamment de respect. Elle écrivit dans son autobiographie : « Cette chanson permettait de faire le tri entre les gens bien et les crétins. » Billie Holiday, qui ne partait que rarement en tournée dans les États du sud, y interprétait peu fréquemment Strange Fruit car il était clair qu’il risquait d’y avoir du grabuge. Ce fut le cas à Mobile, en Alabama, où elle fut chassée de la ville rien que pour avoir essayé d’entonner le morceau.

## Enregistrements
Columbia Records, avec qui Billie Holiday était sous contrat à l’époque, refusa de produire l’enregistrement de Strange Fruit. Comme la maison de production ne fit aucune déclaration officielle à l’époque, on ne peut que supputer les motifs de son refus. D’une part, le public blanc du Sud des États-Unis trouvait la chanson trop subversive et sa publication aurait eu des répercussions négatives sur les affaires ; d’autre part, elle représentait un véritable hiatus dans le répertoire standard de Billie Holiday, qui comportait essentiellement des chansons traditionnellement jouées dans les boîtes de nuit. Finalement, la chanteuse obtint l’accord de Commodore Records, une petite maison de disques juive de la 42e rue de New York, pour enregistrer Strange Fruit avec le Café Society Band (composé de Frank Newton à la trompette, Tab Smith au saxophone alto, Kenneth Hollon et Stanley Payne au saxophone ténor, Sonny White au piano, Jimmy McLin à la guitare, John Williams (en) à la basse et Eddie Dougherty (en) à la batterie).

### Reprises
Paradoxalement, bien que ce morceau fasse partie intégrante de l’histoire de la musique américaine et qu’il reste très apprécié du public, il n’est que rarement interprété. Pour nombre d’auditeurs, la chanson, et notamment son interprétation par Billie Holiday, est jugée déstabilisante, voire douloureuse à entendre. Pour un chanteur, interpréter ce morceau est une véritable gageure car la version de Billie Holiday fait date, d’où une pression énorme.
Parmi les autres interprètes célèbres de Strange Fruit dont les versions sont les plus cotées, figurent par ordre chronologique: Ella Fitzgerald, Nina Simone, Carmen McRae, Josh White, Diana Ross, Robert Wyatt, Siouxsie and the Banshees, Jeff Buckley, et Dee Dee Bridgewater.
La version de Siouxsie and the Banshees, de 1987 parue sur leur album de reprises Through the Looking Glass, est celle choisie en juin 2007 par le magazine Mojo pour figurer sur un CD intitulé, 15 Tracks that Changed the Face of the World (15 titres qui ont changé la face du monde) -interprétés par d'autres artistes,. Jeff Buckley a découvert Strange Fruit via la version de Siouxsie and the Banshees; celle-ci lui a donné envie de la reprendre lors de ses concerts au club Sin-é à New York en 1992.
Par ailleurs, cette chanson a été aussi reprise par : Seu Jorge, Tori Amos, Pete Seeger,   Cocteau Twins, Eartha Kitt,
Marcus Miller (à la clarinette basse), Cassandra Wilson, Sting, Mary Coughlan, Jimmy Scott, Lou Rawls, India.Arie, Jean Leloup et Tchéky Karyo dans son album Ce lien qui nous unit ; en outre, Tricky en a réalisé un remix et Lester Bowie une version instrumentale avec son groupe Brass Fantasy.
- En 1980, le groupe UB40 en interprète une version reggae dans son premier album Signing Off.
- En 1983, Colette Magny reprend cette chanson, ainsi que d'autres standards du blues, sur l'album Chansons pour Titine.
- En 1999, le morceau Durian (également un fruit) de The Cinematic Orchestra contient un sample de la reprise de Nina Simone.
- En 2007, la chanson figure sur Artificial Animals Riding on Neverland, premier album du duo français AaRON.
- En 2009, le groupe My TV is Dead reprend la chanson dans son premier album intitulé Freedomatic.
- En 2011 :
  - Katey Sagal et Blake Mills enregistrent une reprise pour la quatrième saison de la série Sons of Anarchy
  - Le rappeur Fashawn sort un remix de Strange fruit sur un instrumental de Ratatat dans l'album Higher Learning Vol. 2 avec en featuring Common et John Legend .
- En 2012 :
  - Le groupe français Odezenne ont utilisé Strange Fruit comme sample pour leur chanson "Deux, Dix, Cent" dans leur album O.V.N.I.
  - Le groupe français Cannibales et vahinés et le chanteur G.W. Sok la reprennent sur leur album N.O.W.H.E.R.E.
- En 2013 :
  - Beth Hart et Joe Bonamassa reprennent la chanson dans l'album Seesaw.
  - Kanye West la reprend sous la forme d'un sample dans Blood On The Leaves, de l'album Yeezus.
- En 2014 :
  - Akhenaton chante Étranges fruits en référence à Strange Fruit, dans son album Je suis en vie[14].
  - Le rappeur Abdallah utilise Strange Fruit comme sample dans son titre 1435.[réf. nécessaire]
  - Thierry Machuel dans sa composition d'œuvre moderne[réf. nécessaire].
  - Annie Lennox sur son album de reprises Nostalgia sorti le 21 octobre 2014.
- En 2015, José James sort le disque Yesterday I Had the Blues: The Music of Billie Holiday. Le disque reprend neuf chansons écrites ou popularisées par Billie Holiday. Strange Fruit, étant une d'entre elles[15]
- En 2017, lors de l'investiture de Donald Trump à la présidence des États-Unis, Rebecca Ferguson accepte de chanter lors de la cérémonie uniquement si elle peut interpréter Strange Fruit[16].
- En 2018, Zeal & Ardor y fait référence dans l'album Stranger Fruit et la chanson du même nom, reprenant le motif du corps pourrissant[17]
- En 2018, Dominique Fils-Aimé reprend ce titre dans l'album Nameless.
- En 2020, Bettye LaVette reprend la chanson dans son album Blackbirds[18].

## Répercussions
Pour le mouvement des droits civiques, Strange Fruit, de par sa dimension symbolique, eut un effet comparable au refus de Rosa Parks de céder sa place à un Blanc dans un bus, le 1er décembre 1955. Outre We Shall Overcome et peut-être aussi The Death of Emmett Till de Bob Dylan, aucune autre chanson n’est aussi intimement liée au combat politique des Noirs pour l’égalité. Élevée au rang de Marseillaise noire ou qualifiée avec mépris de chanson de propagande à ses débuts, la chanson a progressivement pris une dimension apolitique, en tant que réquisitoire pour la dignité et la justice.
Le livre Blues Legacies and Black Feminism d’Angela Davis a joué un rôle important dans la manière dont Billie Holiday était perçue. Jusque-là, la chanteuse était considérée comme une « simple chanteuse de variété », autrement dit un pur vecteur de son répertoire. Or, les recherches d’Angela Davis ont révélé une femme pleine d’assurance, tout à fait consciente du contenu et de l’effet de Strange Fruit.
D’ailleurs, Billie Holiday la chantait de façon ciblée. Bien que cette œuvre fasse partie intégrante de son répertoire standard, elle en variait souvent l’interprétation. Pour Angela Davis, Strange Fruit a relancé de façon décisive la tradition de la résistance et de la protestation dans la musique et la culture noires américaines, mais aussi dans celles des autres communautés. Alors qu’en 1939, le Time Magazine qualifiait le morceau Strange Fruit de musique de propagande, le même magazine hissait, soixante ans plus tard, le titre au rang de « meilleure chanson du siècle » (« Best Song of the Century »). Strange Fruit a longtemps été « persona non grata » à la radio aux États-Unis, la BBC a tout d’abord refusé de la diffuser et elle était officiellement interdite sur les ondes sud-africaines du temps de l’Apartheid.

## Filmographie
- En 2002, Joel Katz a réalisé un documentaire sur l'histoire et l'héritage de cette chanson[20].